# Renzo Paparelli
Renzo Paparelli (Corral de Bustos, provincia de Córdoba, Argentina, 24 de marzo de 1997) es un futbolista argentino. Juega como defensor en Central Norte (Salta) del Federal A.

## Trayectoria
Llegó a la “T” en 2013 y fue campeón con la Cuarta División y también con la Reserva en los torneos 2016-17 y 2017-18.
En 2018, firmó su primer contrato profesional, con vínculo hasta 2021. El 9 de febrero debutó con el primer equipo de forma oficial ante Atlético Tucumán.

## Clubes
| Club     | País      | Año             |
| -------- | --------- | --------------- |
| Talleres | Argentina | 2018 - presente |

## Palmarés
| Título            | Club          | País      | Año  |
| ----------------- | ------------- | --------- | ---- |
| Torneo de Reserva | Talleres      | Argentina | 2017 |
| Torneo de Reserva | Talleres      | Argentina | 2018 |
| Torneo Federal A  | Central Norte | Argentina | 2024 |